# Кингстон на Халу
Кингстон на Халу (енгл. Kingston upon Hull) или краће Хал (енгл. Hull) је град у Уједињеном Краљевству у Енглеској у грофовији Источни Јоркшир. Налази се око 40 километара од Северног мора на реци Хал, на њеном споју са естуаром реке Хамбер. Према процени из 2007. у граду је живело 258.700 становника.
Име Кингс Таун овом граду је 1299. дао краљ Едвард I. 
ФК Хал сити је фудбалски клуб из Кингстона на Халу. Клуб од сезоне 2008/09 први пут наступа у Премијер лиги. 

## Становништво
Према процени, у граду је 2008. живело 258.700 становника.
| 1981.   | 1991.   | 2001.   |
| ------- | ------- | ------- |
| 266,751 | 266,180 | 243,595 |